# Orthochromis luichensis
Orthochromis luichensis és una espècie de peix de la família dels cíclids i de l'ordre dels perciformes.

## Morfologia
Els mascles poden assolir els 9,1 cm de longitud total.

## Distribució geogràfica
Es troba a Àfrica: oest de Tanzània.